# Misato Komatsubara
Misato Komatsubara (小松原 美里 Komatsubara Misato; * 28. Juli 1992 in Tokio) ist eine japanische Eiskunstläuferin, die im Eistanz antritt. Nachdem sie zwei Jahre lang mit Andrea Fabbri für Italien angetreten war, bildet sie seit 2016 ein Eistanzpaar mit ihrem Ehemann Tim Koleto. Zusammen gewannen sie die Japanischen Eiskunstlauf-Meisterschaften und vertraten Japan bei den Olympischen Winterspielen 2022.

## Sportliche Karriere
Misato Komatsubara begann 2001 mit dem Eiskunstlauf. Ihre ersten Eistanzpartner waren Kokoro Mizutani und Kaoru Tsuji. Zwischen 2014 und 2016 trat sie mit Andrea Fabbri für Italien an. Sie gewinnen zwei Bronzemedaillen bei den Italienischen Meisterschaften und nahmen zweimal an den Eiskunstlauf-Europameisterschaften teil, wo sie den 23. bzw. 21. Platz belegten.
2016 begann Komatsubara, mit Tim Koleto zu trainieren. Bei ihrer ersten gemeinsamen Teilnahme an den Japanischen Meisterschaften im gewannen sie die Bronzemedaille, im folgenden Jahr die Silbermedaille und in den Jahren 2019 bis 2022 vier Goldmedaillen in Folge. Bei den Olympischen Winterspielen 2022 belegten sie den 22. Platz. Außerdem nahmen sie am Teamwettbewerb teil und trugen zur Silbermedaille des japanischen Teams bei.

## Ergebnisse

### Mit Tim Koleto für Japan
| Meisterschaft / Saison                                                                 | 2016/17 | 2017/18 | 2018/19       | 2019/20 | 2020/21       | 2021/22 | 2022/23 | 2023/24 |
| -------------------------------------------------------------------------------------- | ------- | ------- | ------------- | ------- | ------------- | ------- | ------- | ------- |
| Olympische Winterspiele                                                                |         |         |               |         |               | 22.     |         |         |
| Weltmeisterschaften                                                                    |         |         | 21.           | A       | 19.           |         |         |         |
| Vier-Kontinente-Meisterschaften                                                        |         | 10.     | 9.            | 11.     |               |         | 7.      |         |
| Japanische Meisterschaften                                                             | 3.      | 2.      | 1.            | 1.      | 1.            | 1.      | 2.      | 1.      |
| Grand-Prix-Serie / Saison                                                              | 2016/17 | 2017/18 | 2018/19       | 2019/20 | 2020/21       | 2021/22 | 2022/23 | 2023/24 |
| Cup of China                                                                           |         |         |               | 10.     |               |         |         |         |
| NHK Trophy                                                                             |         | 10.     | 8.            | Z       | 1.            | 7.      | 9.      | 9.      |
| Cup of Russia                                                                          |         |         | 8.            |         |               |         |         |         |
| Skate America                                                                          |         |         |               |         |               | 6.      |         |         |
| Skate Canada                                                                           |         |         |               |         |               |         | 7.      |         |
| Challenger-Serie + Sonstige / Saison                                                   | 2016/17 | 2017/18 | 2018/19       | 2019/20 | 2020/21       | 2021/22 | 2022/23 | 2023/24 |
| Asian Open                                                                             |         |         | 3.            | 9.      |               | Z       |         |         |
| Autumn Classic                                                                         |         |         |               | Z       |               |         |         |         |
| Lombardia Trophy                                                                       |         | 8.      |               |         |               |         |         |         |
| U.S. Classic                                                                           |         |         | 3.            |         |               |         | 7.      |         |
| Warsaw Cup                                                                             |         |         |               |         |               | Z       |         |         |
| Teamwettbewerb / Saison                                                                | 2016/17 | 2017/18 | 2018/19       | 2019/20 | 2020/21       | 2021/22 | 2022/23 | 2023/24 |
| Olympische Winterspiele                                                                |         |         |               |         |               | 2. (T)  |         |         |
| World Team Trophy                                                                      |         |         | 2. (T) 6. (P) |         | 3. (T) 5. (P) |         |         |         |
| A = Wettbewerb abgesagt; Z = zurückgezogen T = Teamergebnis; P = persönliches Ergebnis |         |         |               |         |               |         |         |         |

### Mit Andrea Fabbri für Italien
| Meisterschaft / Saison       | 2014/15 | 2015/16 |
| ---------------------------- | ------- | ------- |
| Europameisterschaften        | 23.     | 21.     |
| Denkova-Staviski-Cup         |         | 4.      |
| Icechallenge                 | 5.      | 2.      |
| Nepela Memorial              | 6.      |         |
| Bavarian Open                | 1.      |         |
| Lombardia Trophy             |         | 3.      |
| Italienische Meisterschaften | 3.      | 3.      |

### Mit Kaoru Tsuji für Japan
| Meisterschaft / Saison             | 2011/12 | 2012/13 |
| ---------------------------------- | ------- | ------- |
| Japanische Meisterschaften         |         | 4.      |
| Japanische Juniorenmeisterschaften | 1.      |         |

### Mit Kokoro Mizutani für Japan
| Wettbewerb / Saison                | 2009/10 | 2010/11 |
| ---------------------------------- | ------- | ------- |
| Juniorenweltmeisterschaften        |         | 14.     |
| Junior Grand Prix Deutschland      |         | 15.     |
| Junior Grand Prix Japan            |         | 11.     |
| Japanische Juniorenmeisterschaften | 1.      | 1.      |

### Einzellauf
| Meisterschaft / Saison             | 2007/08 |
| ---------------------------------- | ------- |
| Japanische Juniorenmeisterschaften | 23.     |